# Швачка Анжеліна Олексіївна
Анжелі́на Олексі́ївна Шва́чка (нар. 17 липня 1971, м. Дніпропетровськ, УРСР) — українська співачка, солістка Національного академічного театру опери та балету України ім. Тараса Шевченка, народна артистка України. Лауреат Національної премії ім. Тараса Шевченка.

## Життєпис
Народилася в м. Дніпропетровську. Дитячі роки пройшли у селищі Меліоративне, де з п'яти років почала навчатися в музичній школі.
Закінчила Дніпродзержинське музичне училище (місто Кам'янське) за фахом «хорове диригування».
З 1990 року по 1997 роки здобувала освіту як співачка в Київській державній консерваторії імені Петра Чайковського в класі професора, народної артистки СРСР Галини Туфтіної.
З 1997 року — солістка Національної опери України.
У 2006 році виконала роль Катерини ІІ у художньому фільмі «Запорожець за Дунаєм» (за однойменною оперою С. Гулака-Артемовського, режисер Микола Засєєв-Руденко, 2006).
Працює викладачем співу в Національній музичній академії України.
Від 28 липня 2023 року — в складі Комітету з Національної премії України імені Тараса Шевченка.
Має двоє дітей. Олександр вчиться грати на гітарі, Гануся — починає свою шкільну освіту.

## Державні нагороди

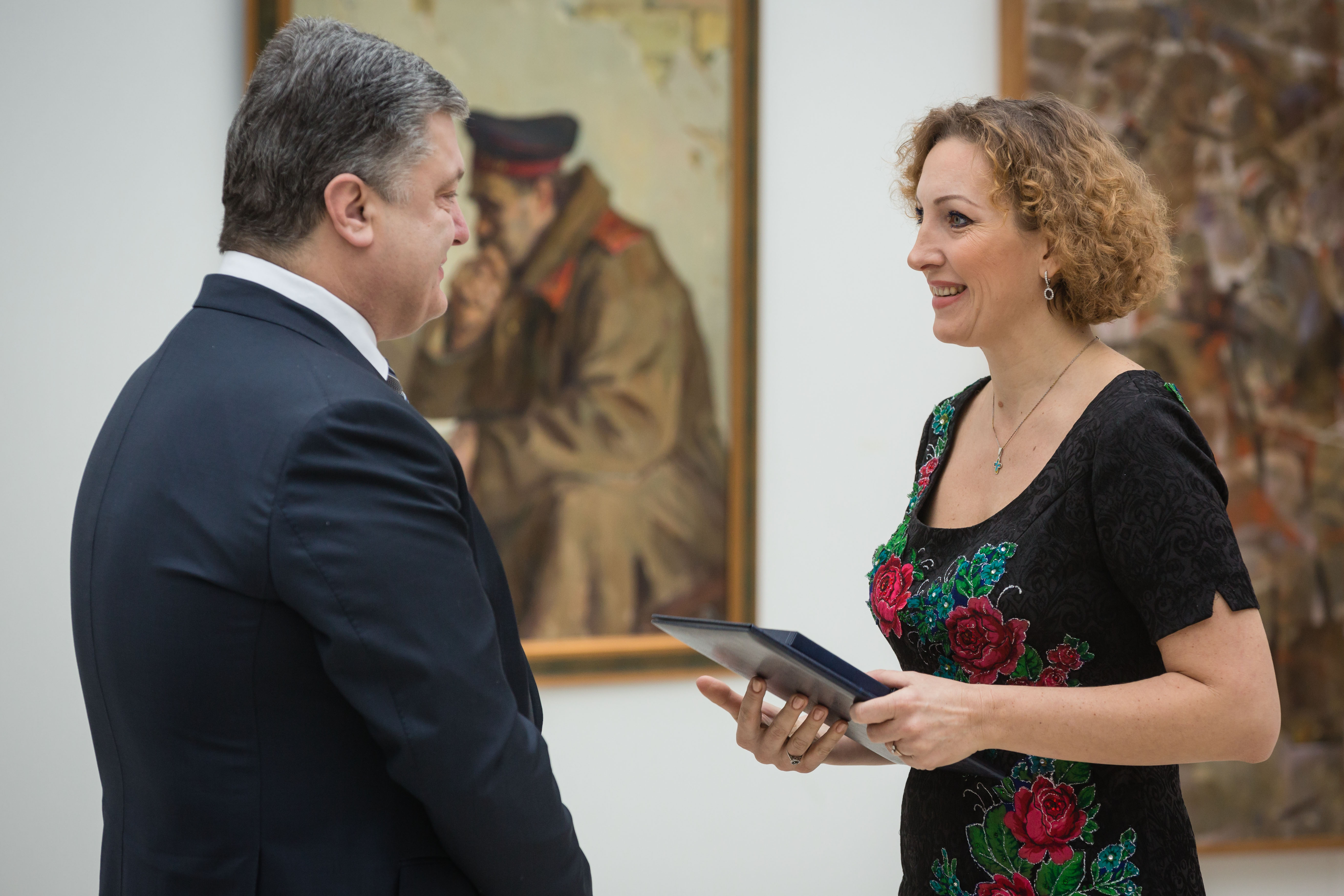
Президент України Петро Порошенко вручає Анжеліні Швачці Національну премію України імені Тараса Шевченка 2016 року

- Народний артист України (24 серпня 2012) — за значний особистий внесок у соціально-економічний, науково-технічний, культурно-освітній розвиток Української держави, вагомі трудові здобутки, багаторічну сумлінну працю та з нагоди 21-ї річниці незалежності України[2]
- Заслужений артист України (7 вересня 2001) — за вагомий особистий внесок у розвиток українського оперного та балетного мистецтва, високий професіоналізм[3]
- Національна премія України імені Тараса Шевченка 2016 року — за виконання провідних партій в оперних виставах та популяризацію української музичної спадщини[4]